# Fanshi
Fanshi (繁峙县; Pinyin: Fánshì Xiàn) ist ein chinesischer Kreis in der bezirksfreien Stadt Xinzhou in der Provinz Shanxi. Die Fläche beträgt 2.389 Quadratkilometer und die Einwohnerzahl 250.409 (Stand: Zensus 2020). 1999 zählte Fanshi 236.719 Einwohner.
Der Yanshan-Tempel (Yanshan si 岩山寺), der Sansheng-Tempel (Sansheng si 三圣寺), der Gongzhu-Tempel (Gongzhu si 公主寺) und der Mimi-Tempel (Mimi si 秘密寺) stehen auf der Liste der Denkmäler der Volksrepublik China.